# Shangjia (köping i Kina, Shandong)
Shangjia (kinesiska: 商家镇, 商家) är en köping i Kina. Den ligger i provinsen Shandong, i den östra delen av landet, omkring 77 kilometer öster om provinshuvudstaden Jinan. Antalet invånare är 19 673. Befolkningen består av 9 993 kvinnor och 9 680 män. Barn under 15 år utgör 15,0 %, vuxna 15-64 år 72 %, och äldre över 65 år 12,0 %.
Genomsnittlig årsnederbörd är 818 millimeter. Den regnigaste månaden är juli, med i genomsnitt 300 mm nederbörd, och den torraste är januari, med 6 mm nederbörd.